# Bazoges-en-Paillers
Bazoges-en-Paillers je francouzská obec v departementu Vendée v Pays de la Loire.